# Ульяновка (Тульчинский район)
Сперковка (укр. Сперківка) — (до 2022г. Ульяновка) посёлок, входит в Тульчинский район Винницкой области Украины.
Население по переписи 2001 года составляло 268 человек. Почтовый индекс — 23662. Телефонный код — 4335. Занимает площадь 11,922 км². Код КОАТУУ — 524382202.

## Местный совет
23662, Вінницька обл., Тульчинський р-н, с. Богданівка, вул. Б.Хмельницького, 23